# Scout hordozórakéta
Scout amerikai négyfokozatú, szilárd hajtóanyagú könnyű hordozórakéta-család, melyet kisméretű műholdak alacsony Föld körüli pályára állítására szolgáló, alacsony költségű hordozóeszközként fejlesztettek ki az 1950-es évek végén.

## Története
1958-tól a NASA Langley és az LTV Missiles and Electronics Group (Dallas) fejlesztette, szolgálatba állításának időpontja 1960. Soros elrendezésű, négy fokozatú rakéta. Valamennyi fokozata szilárd hajtóanyagú motorral működik. A legolcsóbb megoldású, sokoldalú, megbízható hordozóeszköz, amellyel kisebb tömegű (60–200 kilogramm) műholdakat és szondákat indították. Rendszere, ellenőrzése egyszerű, szabványosított, indítás után (megsemmisítést kivéve) nem lehetett a repülésbe beavatkozni. A szükségszerű technikai fejlődés biztosított volt, 30 éves működési ideje alatt különböző típusai készültek: Scout X–1; Scout X–2; Scout X–3; Scout X–4;  Scout A–1; Scout B–1; Scout D–1; Scout F–1; Scout G–1.
A légierő (USAF) és a NASA alkalmazta űreszközök indítására. A Secor (Sequential Collation of Range), az  amerikai műholdak mellett, közös együttműködési megállapodás alapján a német Azur, az olasz San Marco, a holland, angol, francia, valamint az ESRO műholdjait állította pályára. 118 indításból 96% sikeres volt.

## Scout–A
Valamennyi fokozata szilárd hajtóanyagú motorral működik. Teljes tömege 17 850 kilogramm. Hossza 25, törzsátmérője 1,01 méter, hasznos teher 122 kg, elérhető magasság 185 kilométer. Első indítás ideje 1965. december 22-én, az utolsó fellövés 1970. augusztus 27-én volt. Indításainak száma: 11.

### 1. fokozat
Hossza 9,1, törzsátmérője 1,01 méter. Tömege 11 600 kilogramm. Hajtóműve az Algol–2.

### 2. fokozat
Típusa: Castor 1. Hossza 2,90, törzsátmérője 0,78 méter. Tömege 4424 kilogramm. Hajtóműve az TX-354-3.

### 3. fokozat
Hossza 2,91, törzsátmérője 0,77 méter. Tömege 1400 kilogramm. Hajtóműve az X-259.

### 4. fokozat
Hossza 2,53, törzsátmérője 0,64 méter. Tömege 275 kilogramm. Hajtóműve az X-258.

## Scout–B
Induló tömege 18,1 tonna, hasznos teher 143 kilogramm, az elérhető magasság 185 kilométer. Teljes hossza 22,4, törzsátmérője 1,02 méter. Elérhető pályamagasság 4000 kilométer. 180 kilogramm terhet 500 kilométeres körpályára tudott felemelni. Valamennyi fokozata egy darab szilárd hajtóanyagú motorral működött. Első indítás ideje 1967. január 31-én, az utolsó fellövés 1969. október 1-jén volt. Indításainak száma: 25, ebből 4 sikertelen.

### 1. fokozat
Hossza 9,6, törzsátmérője 1,02 méter. Tömege 11 600 kilogramm. Hajtóműve az Algol–2B, szilárd hajtóanyaga poliuretán keverék, alumínium adagolással.

### 2. fokozat
Hossza 6,2, törzsátmérője 0,79 méter. Tömege 4424 kilogramm. Hajtóműve az Castor 2, szilárd hajtóanyaga polibutadién-akrilsav adagolással.

### 3. fokozat
Hossza 2,91, törzsátmérője 0,77 méter. Tömege 1400 kilogramm. Hajtóműve az Antares–2, szilárd hajtóanyaga kétbázisú hajtótöltet.

### 4. fokozat
Hossza 2,53, törzsátmérője 0,65 méter. Tömege 301 kilogramm. Hajtóműve az Altair–3, szilárd hajtóanyaga  polibutadién-akrilsav-akrilsav-krilnitrit adagolással.

## Külső hivatkozások
- Scout. astronaut.ru. (Hozzáférés: 2014. március 8.)
- Scout. nasa.gov. [2016. november 10-i dátummal az eredetiből archiválva]. (Hozzáférés: 2014. március 8.)
- Scout. tbs-satellite.com. (Hozzáférés: 2014. március 8.)